# Abbaye de Dundrennan
L'abbaye de Dundrennan, à Dundrennan en Écosse, est un monastère cistercien de style roman, fondé en 1142 par des moines de l'abbaye de Rievaulx soutenus par Fergus de Galloway et le roi David Ier d'Écosse (1124-1153). 
Bien qu'en grande partie en ruines (seuls sont encore debout le transept et la nef de l'église abbatiale), Dundrennan, par la sobriété de son architecture, illustre encore parfaitement l'idéal cistercien d'austérité.

## Histoire
En 1568, Marie, reine d'Écosse, passe sa dernière nuit en Écosse, à l'abbaye après la bataille de Langside. Elle embarque au petit port voisin de Port Mary pour traverser le Solway Firth jusqu'à Workington, où elle est faite prisonnière par les Anglais peu de temps après.

### Fondation

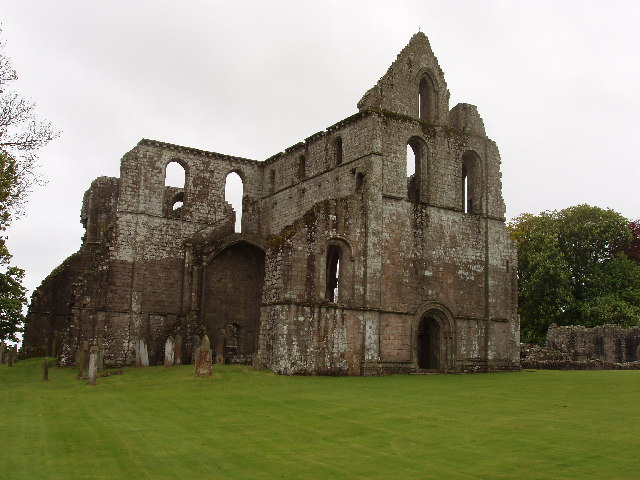
Les ruines de l'église abbatiale.

L'abbaye de Dundrennan est fondée en 1142 par  Fergus de Galloway et David Ier d'Écosse, amis proches. Le lieu aurait été trouvé par le premier des deux ; il serait nommé d'après une racine gaélique (« Dun-nan-droigheann » signifiant « fort des buissons épineux ». Le site de l'abbaye, qui se trouve au-dessus du Solway Firth, est en effet entouré de landes et de marécages. Il est très vraisemblable, mais non absolument certain, que ce soient des moines de  Rievaulx qui aient fondé l'abbaye ; ce qui est en revanche certain, ce sont les nombreuses visites d'Aelred de Rievaulx à Dundrennan durant son abbatiat, preuve de la filiation de Dundrennan.

### Moyen Âge
L'abbaye connaît une histoire assez paisible et donc peu relatée dans les chroniques.

### Dissolution
Néanmoins, en 1529, la désaffectation de l'abbaye en avait accéléré la ruine et l'appauvrissement ; c'est une abbaye réduite à un seizième de sa valeur médiévale qui est dissoute par Henri VIII.
En 1587, à la suite de la Réforme écossaise, les terres passèrent à la Couronne. Le site tomba en ruine après avoir été utilisé pour abriter du bétail. L'association Historic Environment Scotland entretient aujourd'hui ce lieu qui est aujourd'hui un site classé.

## Architecture

### L'église abbatiale
L'église abbatiale est de style gothique. Aujourd'hui ruinée, elle a conservé son transept, une partie du chœur, de la nef, ainsi que la façade de la salle capitulaire. Le chevet est entièrement détruit.